# Makdiops agumbensis
Makdiops agumbensis là một loài nhện trong họ Selenopidae.
Loài này thuộc chi Makdiops. Makdiops agumbensis được B. K. Tikader miêu tả năm 1969.